# Depresiunea Vălenii de Munte
Depresiunea Vălenii de Munte este o depresiune internă din Subcarpații Curburii, care cuprinde și orașul Vălenii de Munte. După caracteristicile reliefului și a gradului de complexitate a structurii geologice, face parte din sectorul Subcarpaților dintre Teleajen și Dâmbovița. Sub cuvertura formațiilor piemontane (pietrișuri, nisipuri și luturi), cutările continuă însă spre sud dând structuri productive pentru petrol și mai ales pentru gaze naturale. Pomii fructiferi ocupă aici mari suprafețe agricole.